# Das Weltall ist zu weit
Das Weltall ist zu weit ist das siebte Album der Hamburger Band Die Sterne. Es wurde am 24. Mai 2004 durch das Label V2 Records veröffentlicht. Das Album wurde ohne Mithilfe eines Produzenten im bandeigenen SterneStudio aufgenommen.

## Titelliste
1. Was ist hier los – 3:22
2. In diesem Sinn – 3:11
3. Sie werden dafür bezahlt – 2:26
4. Das Weltall ist zu weit (und der Rest ist schon verteilt) – 2:43
5. Hier ist mein Standpunkt – 4:27
6. Hau drauf und hau ab – 3:07
7. Hier kommt die Kaltfront – 3:23
8. Du schwingst im Wind – 3:17
9. Verstehen ist nicht dasselbe wie überstehen (aber auch schön) – 3:48
10. Wir sind wie du – 3:45
11. Wir rühren uns nicht vom Fleck – 4:44
12. Wir/ihr – 3:10

### Titelinformationen
Sämtliche Texte für dieses Album wurden von Frank Spilker geschrieben. Auch die Musik zum Titel Wir/ihr ist von ihm, alle anderen Lieder wurden von der Band gemeinsam geschrieben.
Bei In diesem Sinn spielen Jakobus Durstewitz (Posaune) und Mense Reents (Trompete) als Gastmusiker mit. Christine Schulz und Rebecca Walsh singen in den Liedern Sie werden dafür bezahlt und Wir sind wie du mit. Auch bei Wir rühren uns nicht vom Fleck singen diverse Gäste mit: Fettes Brot, Olifr M. Guz, Carsten Friedrichs, Judith Holofernes, Kristof Schreuf, Nixe (Mobylettes), Pascal Fuhlbrügge und Thees Uhlmann.

## Veröffentlichungen
Von diesem Album wurde eine Limited Edition veröffentlicht, auf der neben dem zusätzlichen Titel Sie werden bezahlt (Victor Marek’s "Try to Find a Solution" Remix) auch das Video zu In diesem Sinn zu finden ist.
Als Singles ausgekoppelt wurden die Titel In diesem Sinn und Hier kommt die Kaltfront. In diesem Sinn enthält zusätzlich Was ist hier los und Brauchen mehr davon. Auf Hier kommt die Kaltfront ist ein Remix des Liedes enthalten.

## Rezeption
Viele Kritiker bewerteten dieses Album eher mittelmäßig. Weitgehende Einigkeit herrschte darüber, dass es wesentlich rockiger klinge als die letzten Alben und die Texte von Frank Spilker eindeutiger geworden seien. Wolfgang Kienast von der Musikzeitschrift Visions vergab 6 von 12 Punkten, da Das Weltall ist zu weit den hohen Erwartungen nach dem Vorgängeralbum Irres Licht nicht immer gerecht werden könne. Kienast sah als einen Hauptkritikpunkt die Produktion des Albums, die von der Band selbst übernommen wurde und fasste zusammen: „Das Resultat klingt ein wenig schwachbrüstig.“
Thorsten Thiel von Plattentests.de vergab mit 5 von 10 Punkten ebenfalls nur die halbe Punktzahl. Er stellte fest, die Band sei „…zurück im Protest, zurück in Funk und Rock. Standpunktsuche abgeschlossen – man steht wieder da, wo man vor mehr als einer Dekade losgegangen ist: beschwingte Halbverkopftheit, zwischen Protestpose und Kulturcafé. Introvertiert war gestern, heute darf wieder gerotzt werden.“ Er lobte Spilkers Texte und hob vor allem den Titel Wir rühren uns nicht vom Fleck hervor, trotzdem fehle dem Album insgesamt etwas, das er so beschrieb: „Selten wurde auf einem Sterne-Album so stark auf Persönliches verzichtet, so wenig über Niederlagen reflektiert, so wenig mit den Augen gezwinkert, so wenig der Rhythmus variiert.“
Ähnlich äußerte sich auch Rainer Henze vom Online-Magazin laut.de, bewertete das Album aber mit 4 von 5 Sternen insgesamt um einiges besser.

### Chartplatzierungen
Das Album erreichte im Erscheinungsjahr für zwei Wochen Platz 36 der deutschen Albumcharts. Zum dritten Mal in Folge war die Band auch in den österreichischen Charts vertreten. Das Album hielt sich dort für eine Woche auf Platz 67.